# Manoba umbrata
Manoba umbrata is een vlinder uit de familie van de visstaartjes (Nolidae). De wetenschappelijke naam van de soort is voor het eerst geldig gepubliceerd in 1927 door van Eecke.